# Watomierz

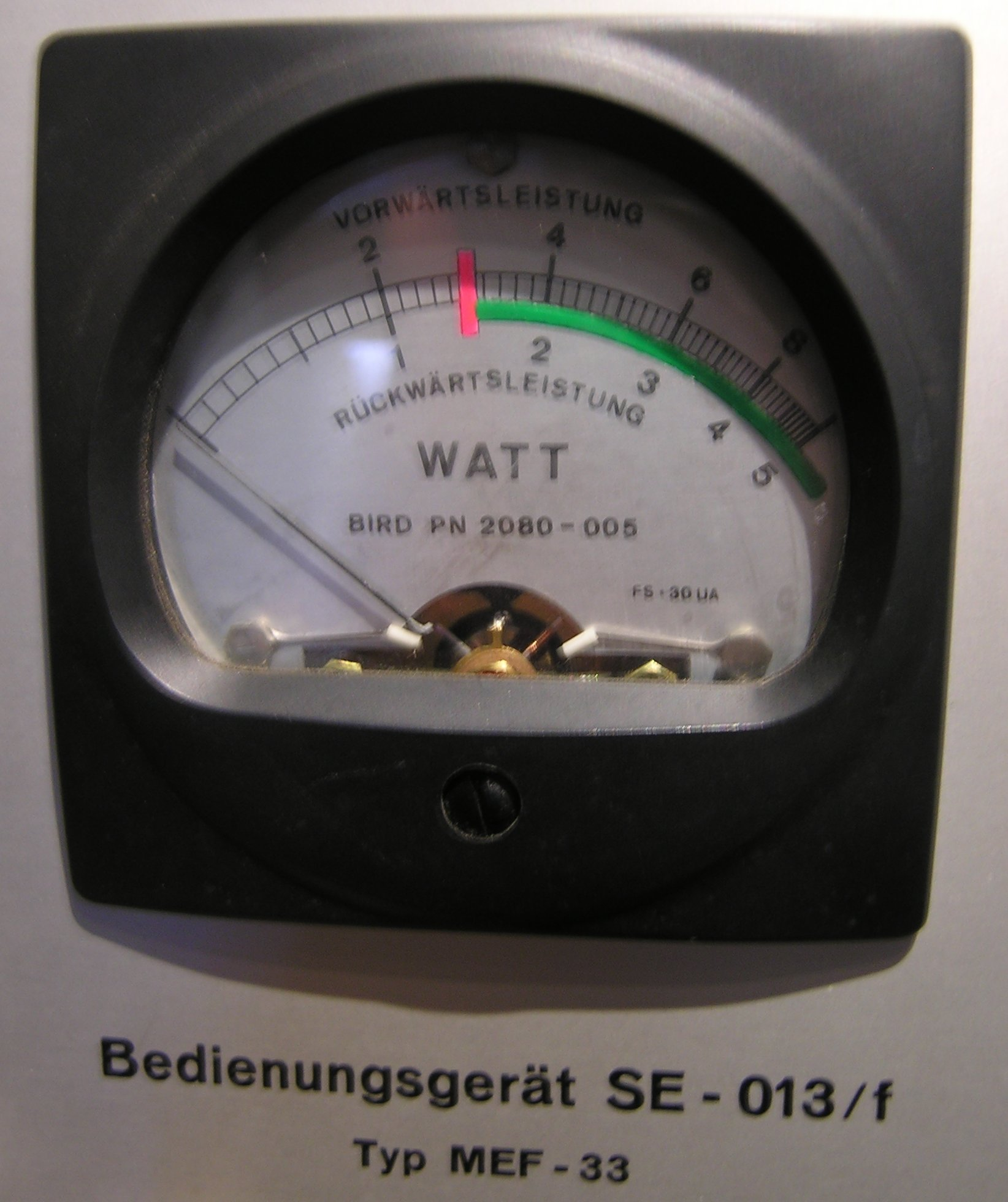
Przykład watomierza

Watomierz – przyrząd do pomiaru mocy czynnej.

## Odmiany
Watomierze budowane są jako mierniki:
- elektrodynamiczne,
- ferrodynamiczne,
- indukcyjne.

Watomierz elektrodynamiczny – najczęściej spotykany typ miernika. Przeznaczony jest do pomiaru mocy w obwodach prądu stałego i przemiennego.
Ma on dwie cewki: nieruchomą cewkę prądową, o małej rezystancji, oraz ruchomą cewkę napięciową, o dużej rezystancji. Cewkę prądową włącza się do obwodu poprzez zaciski prądowe, szeregowo z obciążeniem; cewkę napięciową – poprzez zaciski napięciowe, równolegle z obciążeniem. Odchylenie wskazówki miernika jest proporcjonalne do wartości średniej iloczynu natężeń prądu w cewkach prądowej i napięciowej. Iloczyn ten jest proporcjonalny do natężenia prądu w cewce prądowej, napięcia na cewce napięciowej i {\displaystyle \cos \varphi } (nazywanego współczynnikiem mocy):
{\displaystyle P=UI\cos \varphi ,}
gdzie:
{\displaystyle U} – napięcie na cewce napięciowej,
{\displaystyle I} – natężenie prądu w cewce prądowej,
{\displaystyle \varphi } – różnica faz między napięciem a natężeniem prądu elektrycznego.
Na tarczy podziałki watomierza znajduje się symbol jednostki wielkości mierzonej (moc czynna) – W (wat).
Zaciski odpowiadające początkom cewek prądowej i napięciowej są oznaczone gwiazdkami i w czasie pomiaru powinny być zwarte.
W watomierzu można za pomocą przełączników: prądowego i napięciowego nastawić zakres prądowy i napięciowy niezależnie od siebie. Zakres watomierza równy jest iloczynowi wyżej wspomnianych zakresów.